# 611 (numero)
Seicentoundici è il numero naturale dopo il 610 e prima del 612.

## Proprietà matematiche
- È un numero dispari.
- È un numero composto, con i seguenti 4 divisori: 1, 13, 47, 611. Poiché la somma dei suoi divisori (escluso il numero stesso) è 61 < 611, è un numero difettivo.
- È un numero semiprimo.
- È un numero intero privo di quadrati.
- È parte delle terne pitagoriche (235, 564, 611), (611, 1020, 1189), (611, 3948, 3995), (611, 14352, 14365), (611, 186660, 186661).

## Astronomia
- 611 Valeria è un asteroide della fascia principale del sistema solare.

## Astronautica
- Cosmos 611 è un satellite artificiale russo.